# Tropische dag
Een tropische dag of hittedag is een dag waarop de maximumtemperatuur, gemeten in een weerhut, 30 °C of hoger is. Daarbij is tropische dag de gebruikelijke term in Nederland en hittedag in België.
In Nederland gelden de metingen van het KNMI in De Bilt als landelijke maatstaf voor een tropische dag.
In Duitsland hanteert men voor Heißer Tag dezelfde definitie als voor een tropische dag of hittedag in België en Nederland (maximumtemperatuur 30 °C of hoger).

## Frequentie
Het grootste deel van België en Nederland telt normaal (gemiddeld over het tijdvak 1981-2010) nul tot zeven tropische dagen per jaar, het oosten van Nederlands Limburg acht. In sommige jaren met warme zomers loopt dat aantal wel op tot meer dan 20 tropische dagen. In de zomer van 1976 werd op een aantal plaatsen in het zuiden van Nederland en in België, op vijftien opeenvolgende dagen een maximumtemperatuur boven de 30 °C gemeten. Ook de zeer warme juli van 1994 leverde daar plaatselijk een totaal van vijftien tropische dagen op.
Aan zee is tropische warmte door de invloed van het koudere zeewater uitzonderlijker, maar bij aflandige wind worden ook hier soms tropische waarden bereikt. Op 3 en 4 augustus 1990 noteerde het KNMI-weerstation bij Den Helder maximumtemperaturen van achtereenvolgens 33 °C en 34 °C. In de uitzonderlijk warme zomer van 1976 werden op het KNMI-weerstation Vlissingen in totaal zeven tropische dagen geregistreerd.
In de jaren negentig van de 20e eeuw zijn vaak tropische temperaturen gemeten. In de zomer van 1994 kwam de temperatuur in Arcen op 23 dagen boven de 30 graden. Het totale zomeraantal lag net iets onder het record van 1947 toen Maastricht 27 tropische dagen telde. De zomer van 1995 telde in het zuiden van Nederland 15 tot 20 tropische dagen. Heel uitzonderlijk was ook augustus 1997: Arcen (Noord-Limburg) en Volkel (Oost-Brabant) telden in die maand zelfs 10 tropische dagen. In De Bilt werd het tussen 9 en 13 augustus 1997 elke dag warmer dan 30 graden; een reeks van vijf tropische dagen. In de 20e eeuw gebeurde dat in De Bilt daarvoor gedurende de periodes 2-6 juli 1976, 24-28 juni 1976, 10-14 juli 1923 en 9-13 augustus 1911. In 1975 noteerde het KNMI van 4-9 augustus zes tropische dagen op rij, in 1941 van 7-13 juli waren het er zeven achter elkaar en van 6-13 augustus 2020 waren het er acht.

## Temperatuurextremen

### Nederland
De hoogste temperatuur ooit op een KNMI-station in Nederland gemeten bedraagt 40,7 °C op 25 juli 2019 in Gilze-Rijen. Daarmee werd het hitterecord van de vorige dag van 39,3 °C in Eindhoven verbroken. Tot die tijd was de 38,6 °C van 23 augustus 1944 in Warnsveld het record, gemeten door Jan Thate.
- In Maastricht werd op 27 juni 1947 een maximumtemperatuur van 38,4 °C genoteerd.[5]
- In de zomers van 1986, 1990, 2003, 2006 en 2018 zijn maximumtemperaturen van 37 °C gemeten op diverse weerstations in het zuiden van Nederland.
- In 1994 werd op 24 juli in Gilze-Rijen een temperatuur van 35,5 °C gemeten en op 4 augustus noteerde Volkel de hoogste temperatuur: 36,3 °C.
- Op 2 juli 2015 werd het toenmalige temperatuurrecord bijna gebroken: het KNMI-station van Maastricht registreerde een maximum van 38,2 °C.
- Op 26 juli 2018 werd het toenmalige temperatuurrecord weer bijna gebroken: het KNMI-station van Arcen registreerde opnieuw een maximum van 38,2 °C.

### België
De hoogste temperatuur ooit in België bedraagt 41,8 °C, gemeten in Begijnendijk op 25 juli 2019. Op diezelfde dag werd ook het hitterecord in het KMI in Ukkel gebroken: 39,7°C.
Tot dan was de hoogste temperatuur die ooit, op een betrouwbare manier, werd gemeten op een KMI-station in België, 38,8 °C in Ukkel op 27 juni 1947 (open thermometerhut: 38,8°C gecorrigeerd naar een gesloten thermometerhut >37,1 °C & waarbij rekening werd gehouden met de onrechtstreekse instraling van de zon >36,6 °C).
10cm-temperatuur · bodemtemperatuur · hittegolf · ijsdag · koudegetal · koudegolf · luchttemperatuur · temperatuursom · tropennacht · tropische dag · vorst aan de grond · vorstdag · vorstperiode · warme dag · warmtegetal · zachte dag · zomerse dag 

Vorst: lichte vorst · matige vorst · strenge vorst · zeer strenge vorst